# ニコラエ・グリゴレスク
ニコラエ・グリゴレスク（ルーマニア語: Nicolae Grigorescu, ルーマニア語発音: [nikoˈla.e ɡriɡoˈresku] ; 1838年5月15日 - 1907年7月21日）はルーマニアの画家である。ルーマニアの近代絵画のパイオニアの一人である。

## 略歴
当時、ワラキア公国であった、現在のルーマニアのドゥンボヴィツァ県のPitaruに生まれた。1843年に家族とブカレストに移った。1846年から1850年の間に地方の美術家、Anton Chladekに弟子入りし、バイコイの教会やCăldăruşaniの修道院の宗教画を描いた。1856年に、ワラキア公国の皇太子、バルブ・ディミトリエ・シュティルベイに、自らの絵とともに、外国で修行を行う援助を請う請願を提出した。その後も教会での仕事を続けた後、後に首相になるコガルニチャヌ（Mihail Kogălniceanu）の助けで奨学金を得ることができた。
1861年秋、パリに出発し、パリ国立高等美術学校で学んだ。セバスチャン・コルニュの教室ではルノワールと短期間、一緒に学ぶことになったが、グリゴレスクはバルビゾン派の画家の人々に惹かれるようになった。パリを離れ、バルビゾン村に移り、ミレーやコロー、クールベ、テオドール・ルソーといった画家と交流した。1867年のパリ万国博覧会に7点を出展し、1868年のサロン・ド・パリに出展した。
ルーマニアにしばしば帰国し、1873年から1874年の間はイタリア、ギリシャ、ウィーンを旅した。1877年にトルコとの間で、露土戦争 (1877年-1878年)ルーマニア独立戦争がおきると、ルーマニア陸軍の従軍画家として、前線でスケッチし後に大作に仕上げた。
1889年のパリ万国博覧会に出展し、同じ年にルーマニアのアテネ音楽堂で開かれるようになった展覧会には1905年まで、何度か出展した。
1890年までフランスを拠点に活動したが、1890年にルーマニア中部のカンピーナ（Câmpina）に居を構えた。その後は、ルーマニアの田舎の牧歌的な風景や少女の姿などを題材に描いた。1899年にルーマニア・アカデミー（Academia Română）の名誉会員に選ばれた。

## 作品

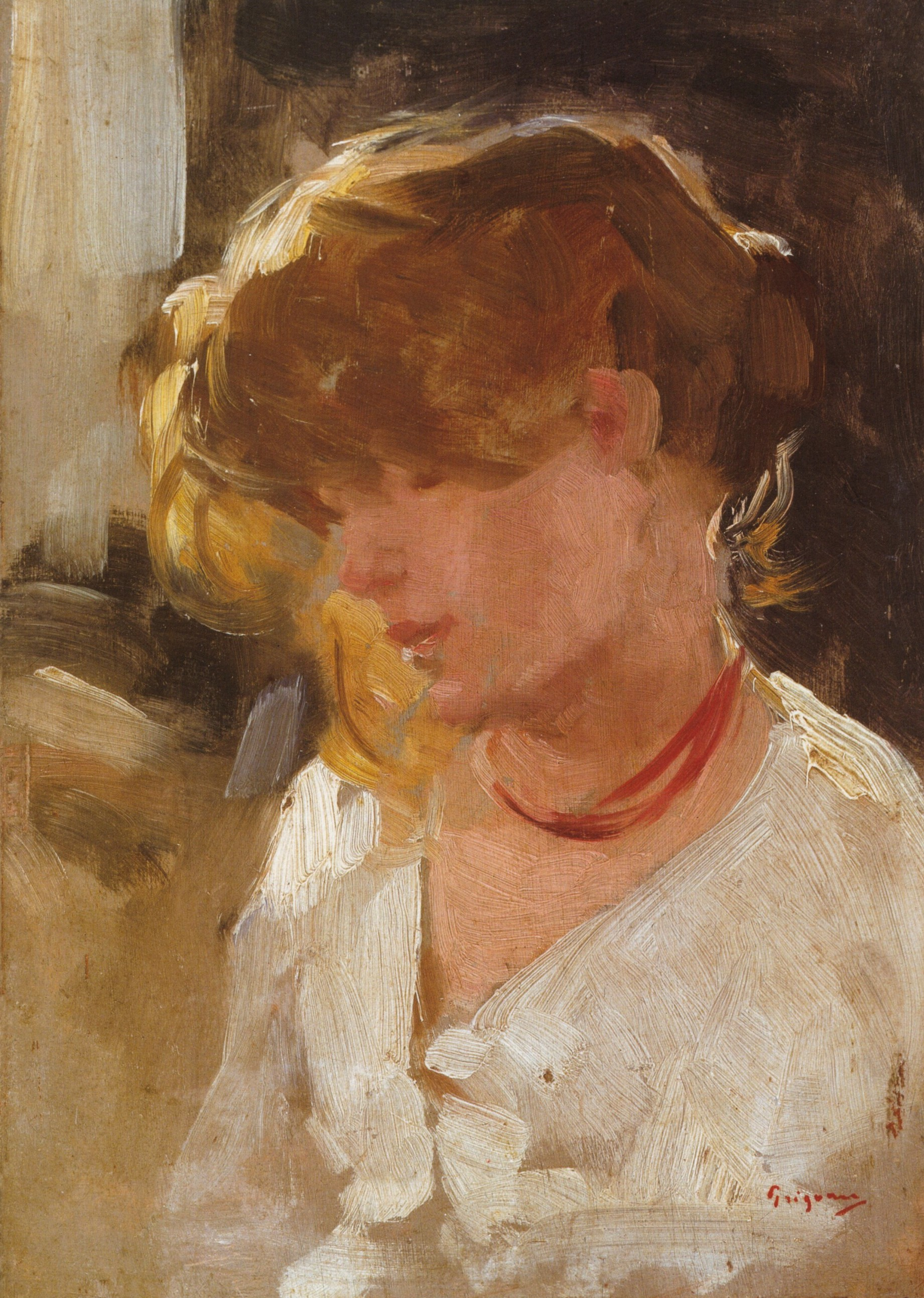
農民の肖像
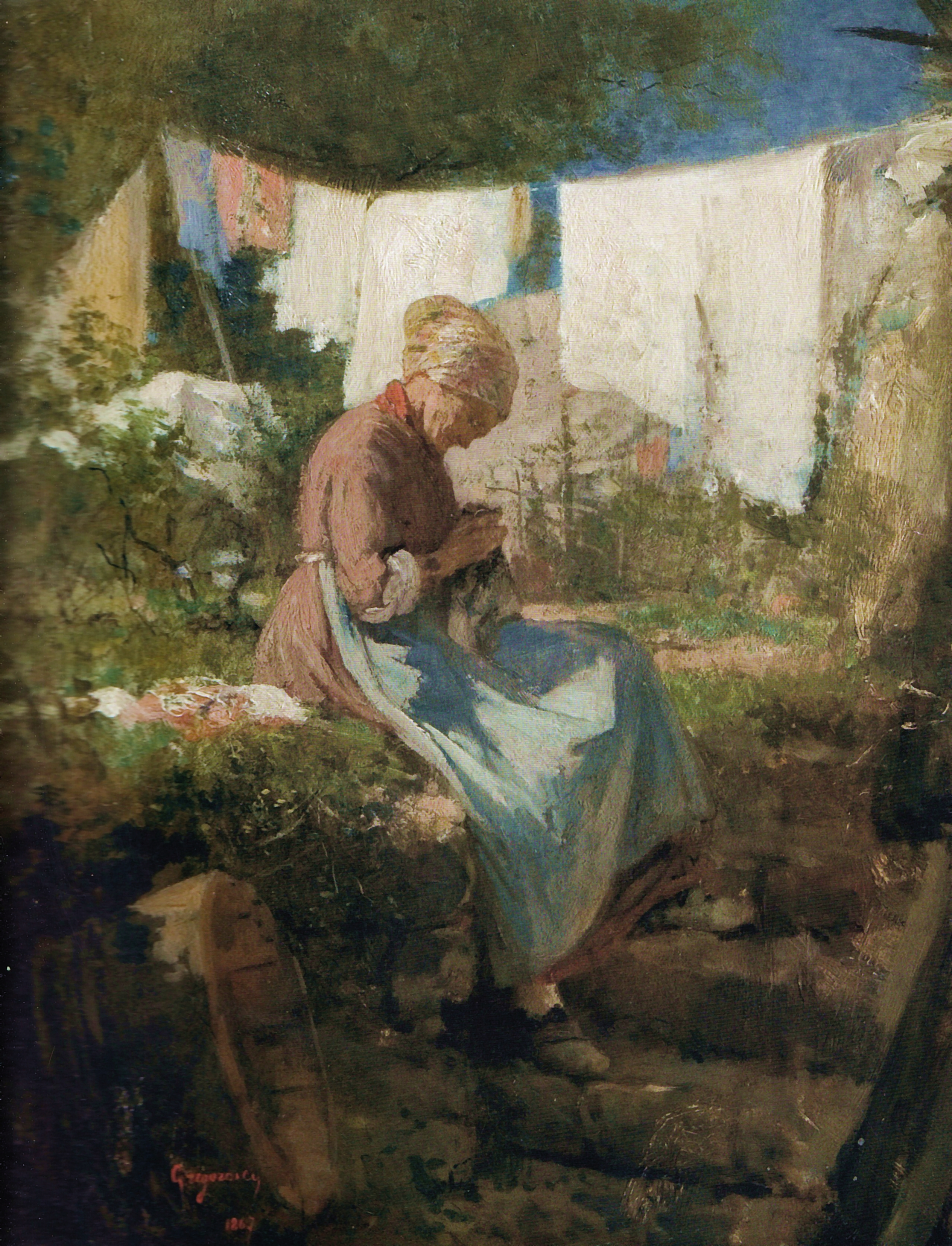
繕いをする老女
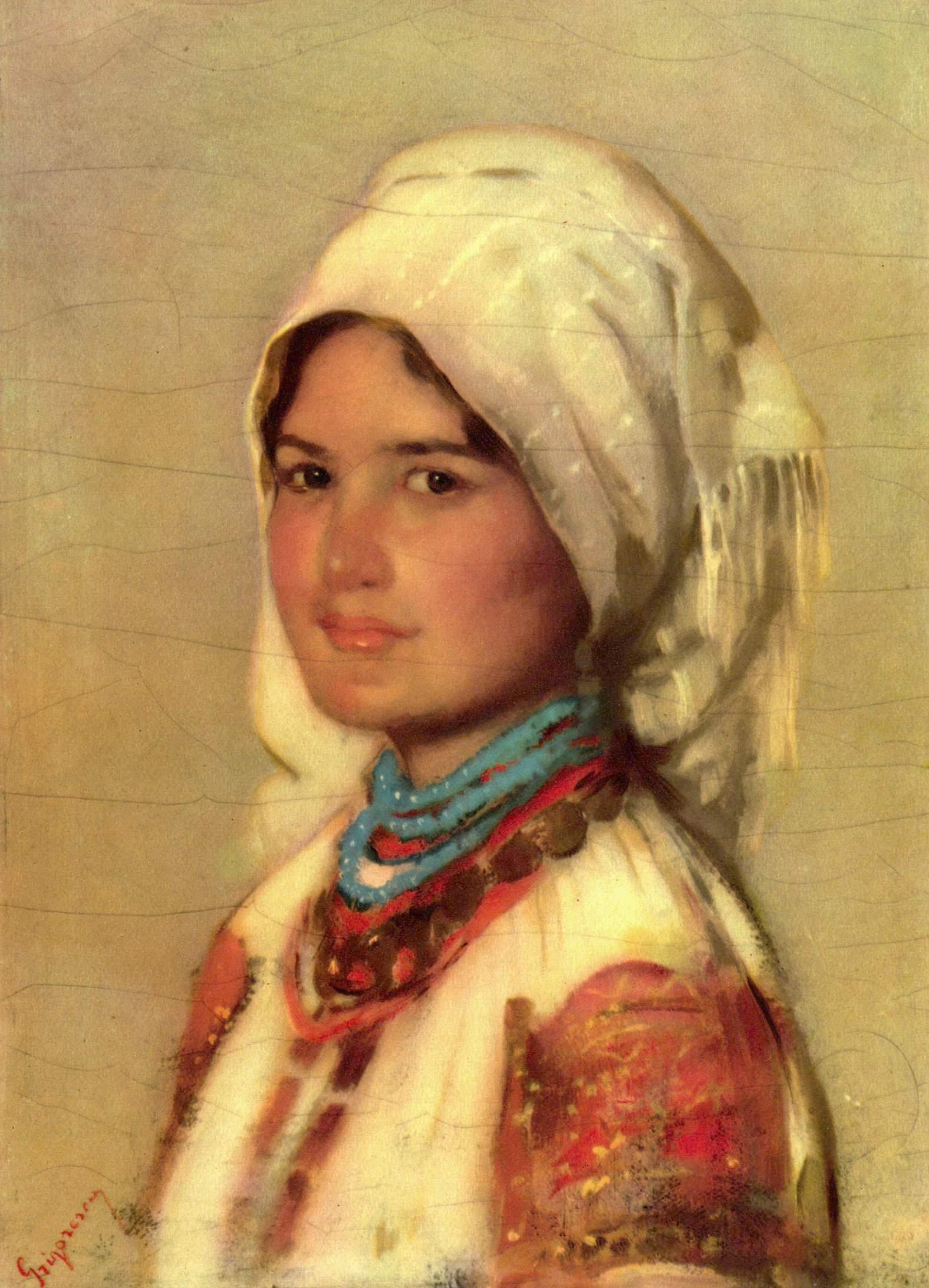
Ţărancă din Muscel
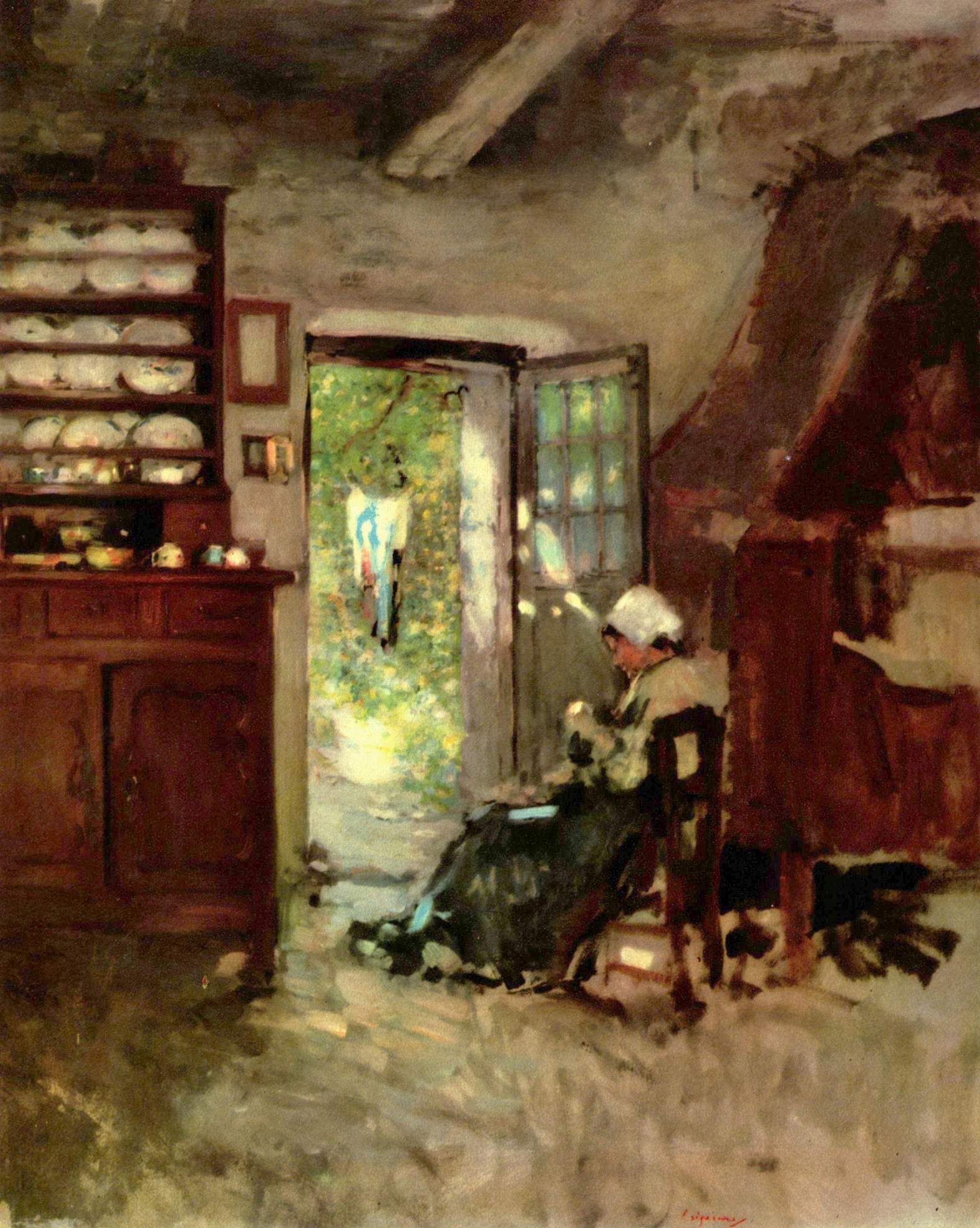
Interieur in Vitré.